# آخرین فشنگ
آخرین فشنگ (رومانیایی: Ultimul cartuș) یک فیلم جنایی اکشن به کارگردانی سرجیو نیکلائسکو است که در سال ۱۹۷۳ به نمایش درآمد.

## چکیده داستان
میهای رومن، همکار کمیسر سابق میکلوآن تلاش زیادی می کند تا قاتل میکلوآن، سمنکا را ببیند که جورج کنستانتین یک نقاشی از او پشت میله های زندان کشیده است. چون دادگاه مدرک کافی ندارد، سمنکا آزاد می شود. در بحبوحه تلاش های ناامیدانه میهای رومن برای زندانی کردن سمنکا، مأموریت دیگری با همکار جدیدی از سوی اداره پلیس به او محول می شود. همکار جدید، اورکا به نظر می رسد یک خدمتکار سابق بوده که  در همه چیز خوب است، و به‌علاوه او یکی از بهترینها در رانندگی مارپیچ است.

## بازیگران
- ایلاریون چوبانو
- جورجه کنستانتین
- آمزا پلئا
- سباستیان پاپایانی
- مارگا باربو
- یون بسویو
- کولئا رائوتو
- ژان کنستانتین
- میتزورا آرگزی
- ارنست مافتی
- میرچا آنگلسکو
- سرجیو نیکلائسکو
- گئورگه دینیکا
- تودورل پوپا
- یون بوگ